# Dorota Niedziela
Dorota Niedziela z domu Siwiec (ur. 20 sierpnia 1964 w Oświęcimiu) – polska polityk i lekarz weterynarii, posłanka na Sejm VII, VIII, IX i X kadencji (od 2011), sekretarz stanu w Ministerstwie Środowiska (2015), wiceprzewodnicząca Platformy Obywatelskiej (od 2021), wicemarszałek Sejmu X kadencji (od 2023).

## Życiorys
W 1991 ukończyła studia na Wydziale Medycyny Weterynaryjnej Akademii Rolniczej we Wrocławiu. Na tej samej uczelni odbyła studia specjalizacyjne w zakresie chirurgii weterynaryjnej i radiologii. Zajęła się praktyką zawodową jako lekarz weterynarii. Została współwłaścicielką przychodni weterynaryjnych w Kętach i w Bielsku-Białej. Powołana w skład zarządu Śląskiej Polikliniki Weterynaryjnej (2006) oraz na sekretarza Polskiego Stowarzyszenia Lekarzy Weterynarii (2010).
W 2001 brała udział w organizowaniu lokalnych struktur Platformy Obywatelskiej w Kętach. Z jej ramienia bez powodzenia kandydowała w 2006 do rady powiatu oświęcimskiego i w 2010 do sejmiku małopolskiego. W wyborach parlamentarnych w 2011 uzyskała mandat poselski z listy PO, otrzymując 6166 głosów w okręgu chrzanowskim. 16 czerwca 2015 została powołana na sekretarza stanu w Ministerstwie Środowiska. Pełniła tę funkcję do 11 listopada 2015.
W wyborach w 2015 została ponownie wybrana do Sejmu, otrzymując 7967 głosów. W Sejmie VIII kadencji została zastępcą przewodniczącego Komisji Rolnictwa i Rozwoju Wsi oraz członkinią Komisji Ochrony Środowiska, Zasobów Naturalnych i Leśnictwa. Bezskutecznie kandydowała w wyborach do Parlamentu Europejskiego w 2019. W wyborach w tym samym roku uzyskała natomiast poselską reelekcję, kandydując z ramienia Koalicji Obywatelskiej i otrzymując 22 013 głosów. W grudniu 2021 została wiceprzewodniczącą Platformy Obywatelskiej. W 2023 utrzymała mandat poselski na kolejną kadencję (zdobywając 28 783 głosy). 13 listopada 2023 została wybrana na wicemarszałka Sejmu X kadencji.

## Wyniki w wyborach ogólnopolskich
| Wybory | Komitet wyborczy   | Komitet wyborczy      | Organ                            | Okręg | Wynik          |
| ------ | ------------------ | --------------------- | -------------------------------- | ----- | -------------- |
| 2011   |                    | Platforma Obywatelska | Sejm VII kadencji                | nr 12 | 6166 (2,58%)   |
| 2015   | Sejm VIII kadencji | Platforma Obywatelska | 7967 (2,93%)                     | nr 12 |                |
| 2019   |                    | Koalicja Europejska   | Parlament Europejski IX kadencji | nr 10 | 11 814 (0,68%) |
| 2019   |                    | Koalicja Obywatelska  | Sejm IX kadencji                 | nr 12 | 22 013 (6,96%) |
| 2023   | Sejm X kadencji    | Koalicja Obywatelska  | 28 783 (7,89%)                   | nr 12 |                |

## Życie prywatne
Jej mężem był starosta oświęcimski i polityk PO Marcin Niedziela, który zmarł w 2021. Ma dwie córki.